# Gynerium
Genre
Classification phylogénétique
Gynerium est un genre de plantes monocotylédones de la famille des Poaceae, sous-famille des Panicoideae. C'est le genre de la canne flèche, seule espèce encore acceptée dans ce genre devenu monospécifique depuis que les autres espèces ont été déplacées dans le genre Cortaderia, notamment la plante connue sous le nom de gynérium argenté ou Herbe de la pampa (Cortaderia selloana, syn. Gynerium argenteum). 

## Liste d'espèces
Selon ITIS (10 septembre 2016) :
- Gynerium sagittatum (Aubl.) P. Beauv. - canne flèche